# Perdiguero de Burgos
Le perdiguero de Burgos, littéralement « retriever de Burgos », également appelé braque de Burgos ou perdiguero est une race de chien originaire d'Espagne. C'est un braque de grande taille, de type médioligne, utilisé comme chien d'arrêt pour le petit gibier à poil et à plume.

## Historique

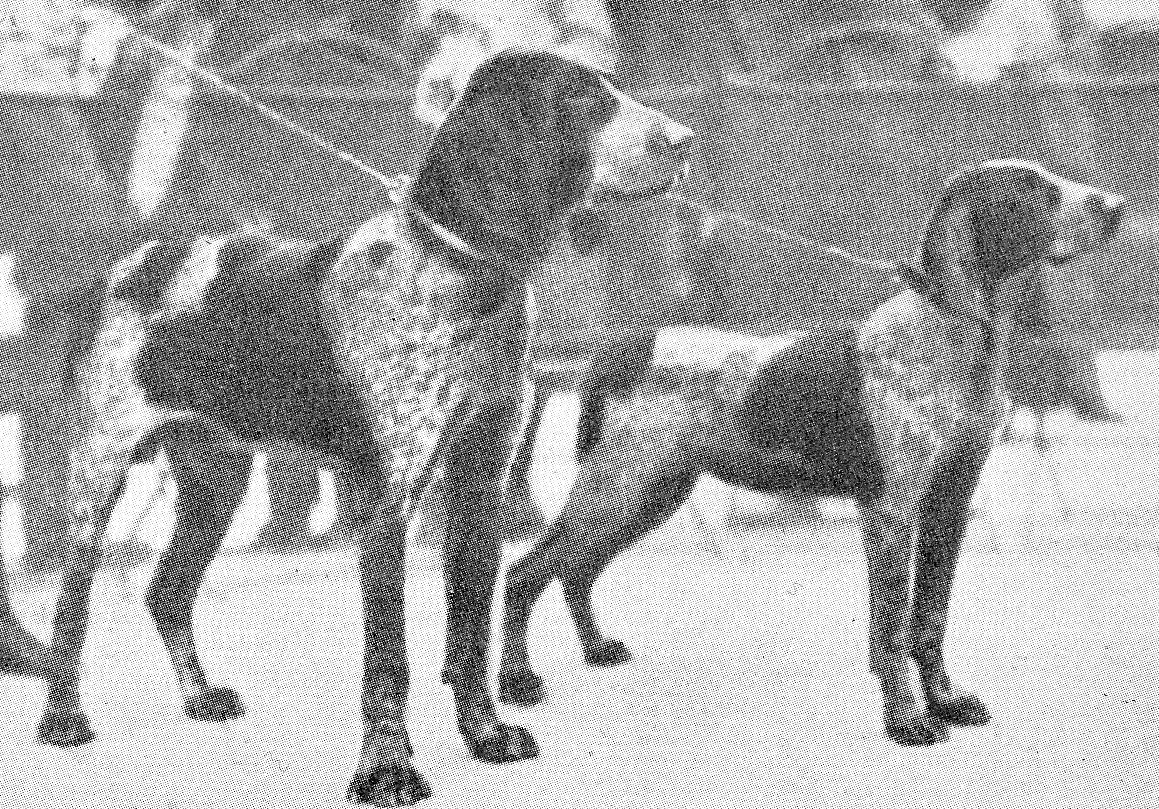
Perdiguero de Burgos en 1932.

Il existe deux hypothèses pour expliquer l'origine du perdiguero de Burgos. La première fait descendre la race de chiens autochtones du Burgos dans le Nord de l'Espagne. La seconde considère que la race est issue de croisements entre un chien de chasse ibérique et le chien courant espagnol. La première description d'un braque ressemblant au perdiguero de Burgos est attribuée au chef des arbalétriers du roi Philippe IV Alonso Martinez de Espinar dans Dialogue sur l'art de la chasse et la chasse au gros au XVIIe siècle.

## Standard
Le perdiguero de Burgos est un braque de taille moyenne à grande avec un tronc compact et des membres solides. Le type de travail est privilégié sur la beauté. Grosse à la racine, la queue est attachée à hauteur moyenne. Lorsque la législation l'y autorise, elle est coupée entre le tiers et la moitié de sa longueur. La tête bien développée est dotée d'oreilles tombantes, longues et de forme triangulaire. De taille moyenne, en forme d'amande, les yeux sont de couleur noisette, de préférence foncés.
Le poil est serré, court, lisse et réparti sur tout le corps jusqu'entre les orteils. Le poil est plus fin sur la tête, les oreilles et les extrémités. Les couleurs de la robe sont le blanc et le foie. La répartition des deux couleurs est très variable, allant de larges taches de couleur au moucheté. Une tache blanche sur le front est fréquente tandis que les oreilles sont toujours foie uni.

## Caractère
Le standard FCI du perdiguero de Burgos le décrit comme un chien rustique, équilibré, posé, docil et intelligent.

## Utilité
Le perdiguero de Burgos est un chien d'arrêt pour la chasse au petit gibier à poil et à plume. C'est une race rustique qui s'adapte à tout type de terrain et de chasse. Il est calme et assuré dans la quête. C'est également un bon chien de rapport.